# Bengt Erland Fogelberg

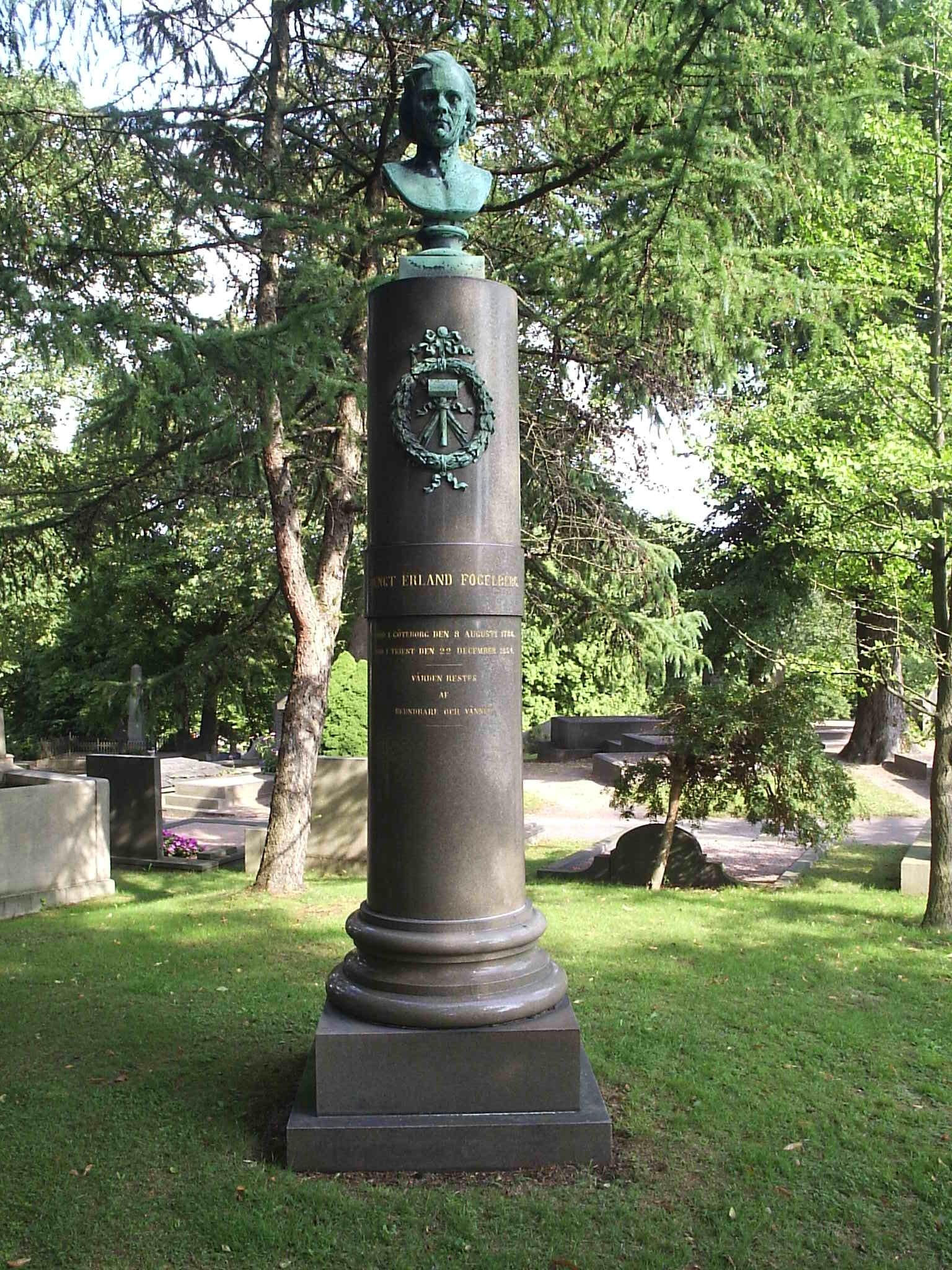
Vården över Bengt Erland Fogelberg på Östra kyrkogården i Göteborg. Den invigdes 15 oktober 1862 av domprosten Peter Wieselgren..

Bengt Erland Fogelberg, även Benedict Fogelberg, född 8 augusti 1786 på Drottninggatan 48 i Göteborg, död 22 december 1854 i Trieste i Österrikiska kustlandet (numera Italien), var en svensk skulptör.

## Liv och verk
Bengt Erland Fogelberg var son till gelbgjutaren Erland Fogelberg (1751-1811) och Maria Margaretha Lind (1751-1823). Han var gelbgjutarlärling i Göteborg och blev 1804 lärling hos hovciselören Rung i Stockholm. Samma år inskrevs han som elev vid Konstakademien i Stockholm, där han bland annat studerade för Johan Tobias Sergel. Redan 1805 erhöll Fogelberg sin första belöning och erövrade första medaljen vid akademin tre år i rad. 1812  blev han agré vid Konstakademien, en titel som tilldelade lovande yngre konstnärer, men som inte ansågs mogna nog att upptas som ledamöter. Först 1832 blev han akademiledamot.
Tillsammans med Johan Gustaf Sandberg och Johan Fredrik von Breda och inspirerade av Adam Oehlenschläger och Pehr Henrik Ling var han en ledargestalt för en oppositionell riktning inom den svenska konsten, en riktning som kan ses som en parallell till de nationella götiska strömningarna inom litteraturen. Oppositionen inskränkte sig huvudsakligen till motivval, med exempelvis fornnordiska gudar och heroiserande kungaporträtt, medan formspråket fortfarande följde det vedertagna klassicistiska. På Götiska Förbundets utställning 1818 deltog Fogelberg bland annat med skisser till de tre nordiska huvudgudarna Oden, Tor och Frej. Bland hans arbeten från samma tid märks en rad porträttmedaljonger och byster, modellerna till bronslejonen kring Karl XIII:s staty samt dekorativa arbeten.
År 1819 vann Fogelberg Konstakademiens resestipendium och påbörjade 1820 en utlandsresa. Han reste först till Paris, där han studerade teckning för Pierre-Narcisse Guérin och skulptur för François Joseph Bosio samt även vid École des Beaux-Arts. Han fortsatte därefter till Rom dit han anlände 1821. Denna stad kom att bli Fogelbergs högkvarter för resten hans liv, med korta avbrott för vistelser i Sverige.
Hans första mera betydande arbeten, Amor i snäckan (1824), marmorstatyn Paris med äpplet (1824, Nationalmuseum) och Mercurius Argusdödaren (1825), blandar den franska stilen med Thorvaldsens klassicism. Modellen till Gustav Vasas byst vid Uppsala slott bildar upptakten till den produktion, som Fogelberg kom att bli mest förknippad med – monumentalskulpturerna med nordiska ämnen.
År 1828 fick Fogelberg av kungen beställning på statyn av Oden i marmor. Han frångick sitt ursprungliga förslag med Oden sittande på sin tron och utförde på kungens begäran asaguden i stående ställning, "som härgud skådande från någon bergstopp in uti det gamla Skandinavien". Som förebild hade Fogelberg valt skulpturen  av Mars på Kapitolium i Rom. Vid Fogelbergs hemkomst väckte hans staty stor uppmärksamhet. Trots detta fick han vänta ännu ett årtionde på beställningen av de båda andra gudarna.
Under väntetiden utförde Fogelberg en kolossalstaty i marmor av Karl XIII, beställd av Karl XIV Johan (1833), samt skisser till en rad kungastatyer, vidare en rad verk med klassiska ämnen som Apollon med cittran (1838), Venus med äpple (1838) samt Amor och Psyche (utförd i marmor av Johan Peter Molin). År 1833 fick han en tjänst vid Konstakademien, men han tjänstgjorde aldrig där. 1839 kom så beställningen på Tor och Balder, som fick ersätta Frej. Från Rom skickade Fogelberg skisser, som granskades av kungen. Statyerna blev färdiga 1844. Vid ett besök i Sverige 1845 mottog Fogelberg beställning på de tre monumentalstatyerna av Birger Jarl och Karl XIV Johan i Stockholm samt Gustav Adolf i Göteborg.
På tillbakaresan till Rom besökte Fogelberg Tyskland och Paris och erhöll närmare kontakt med de realistiska tendenserna inom skulpturen, vilket redan gjort sig gällande bland annat i Fogelbergs Tor och som kom till fullt uttryck i de blivande monumentalstatyerna. Statyerna göts i München. På färden mot Göteborg råkade statyn av Gustav II Adolf ut för ett skeppsbrott, men bärgades och såldes till slut till staden Bremen, då Göteborg föredrog att gjuta en ny. År 1848 utsågs han till kunglig statybildhuggare.
Fogelberg beskrivs som skygg och tillbakadragen och han hade föga beröring med den svenska konstnärskoloni, som samlats kring Johan Niclas Byström i Rom. Fogelberg var intresserad av arkeologi och författade ett vetenskapligt arbete inom området. Hans intresse för antiken yttrade sig bland annat i en mycket stor samling antika terrakottafigurer, som senare köptes av kung Ludvig I av Bayern, och ställdes ut i München.
I Rom utförde han bland annat Hebe, en skulptur som påvisar klara intryck från Thorvaldsen. Bland hans verk bör nämnas, en bronsbyst av Gustav Vasa (borggården, Uppsala slott), Odin, Tor och Balder i marmor (Nationalmuseum), Birger jarl och ryttarstatyn av Karl XIV Johan vid Slussen i Stockholm, samt Gustav II Adolf i Göteborg. Bäst av hans skulpturer brukar sägas vara den kraftigt modellerade Tor, urtypen för en nordisk kämpagestalt.
1854 reste han till Sverige för att delta i avtäckningen av inte mindre än tre verk, de två statyerna av Birger jarl och Karl XIV Johan i Stockholm och Gustav II Adolfs staty i Göteborg. Efter festligheterna i Göteborg reste Fogelberg tillbaka till Italien, där han avled i Trieste den 22 december. Fogelberg finns representerad vid bland annat Nationalmuseum i Stockholm och Göteborgs konstmuseum.

## Utmärkelser
- Kommendör av Nordstjärneorden

## Skulpturer i urval
- Odin (1830), marmor, Nationalmuseum, Stockholm.
- Tor och Balder (båda 1844), marmor, Nationalmuseum, Stockholm.
- Birger jarls staty (1854), brons, Riddarholmen i Stockholm.
- Gustav II Adolf (1854), brons, Gustav Adolfs Torg i Göteborg.
- Karl XIV Johans staty (1854), brons, Slussplan i Stockholm.
- Gustav Vasa, bronsbyst, borggården på Uppsala slott.
- Gustav II Adolfs staty, det första exemplaret av Bengt Erland Fogelbergs staty, vilken stod utanför domkyrkan i Bremen i Tyskland fram till 1942 och som då smältes ned för att ge metall till tysk krigsindustri

## Bildgalleri

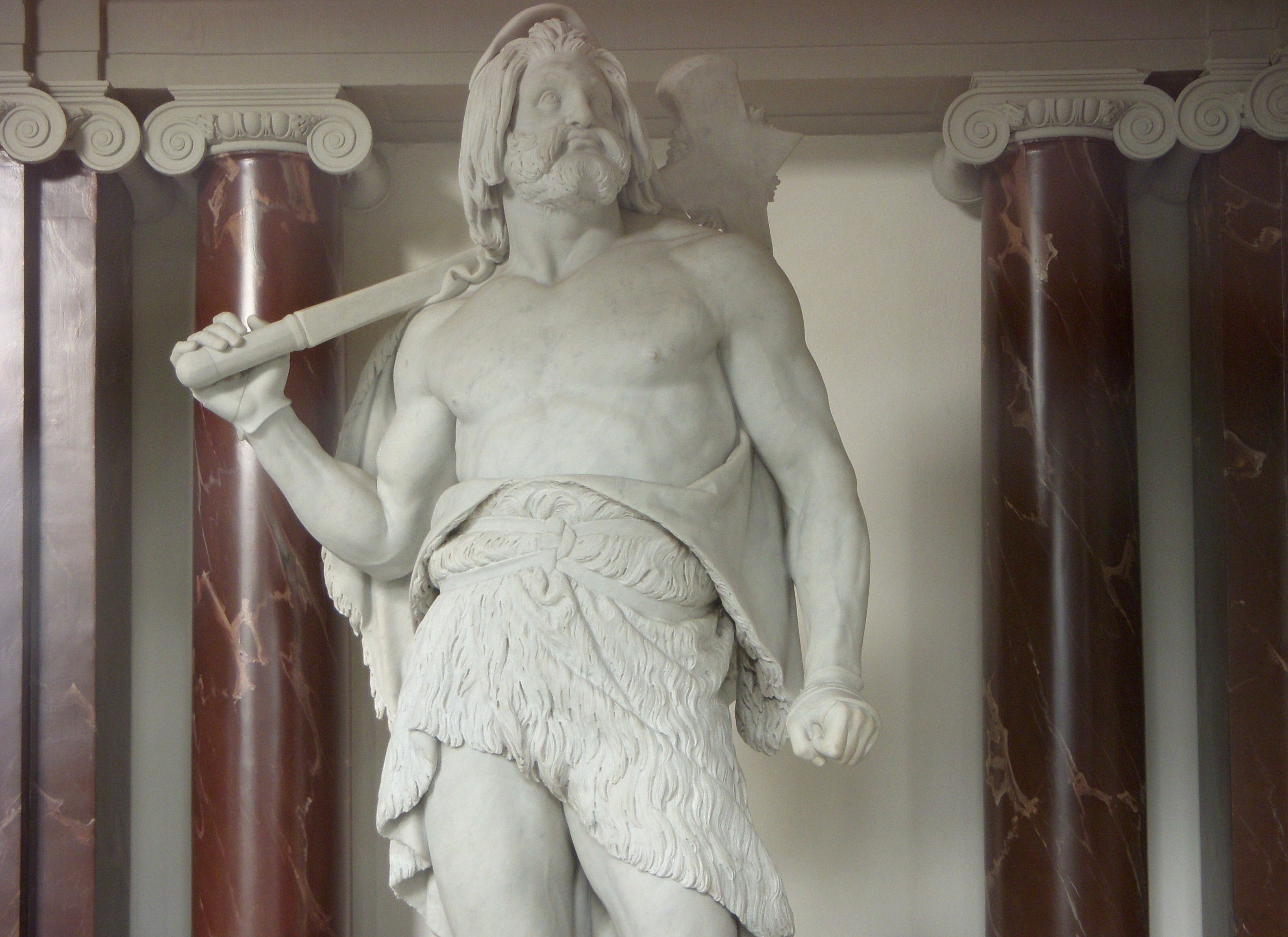
Thor, Orangerimuseet vid Ulriksdals slott, Solna.
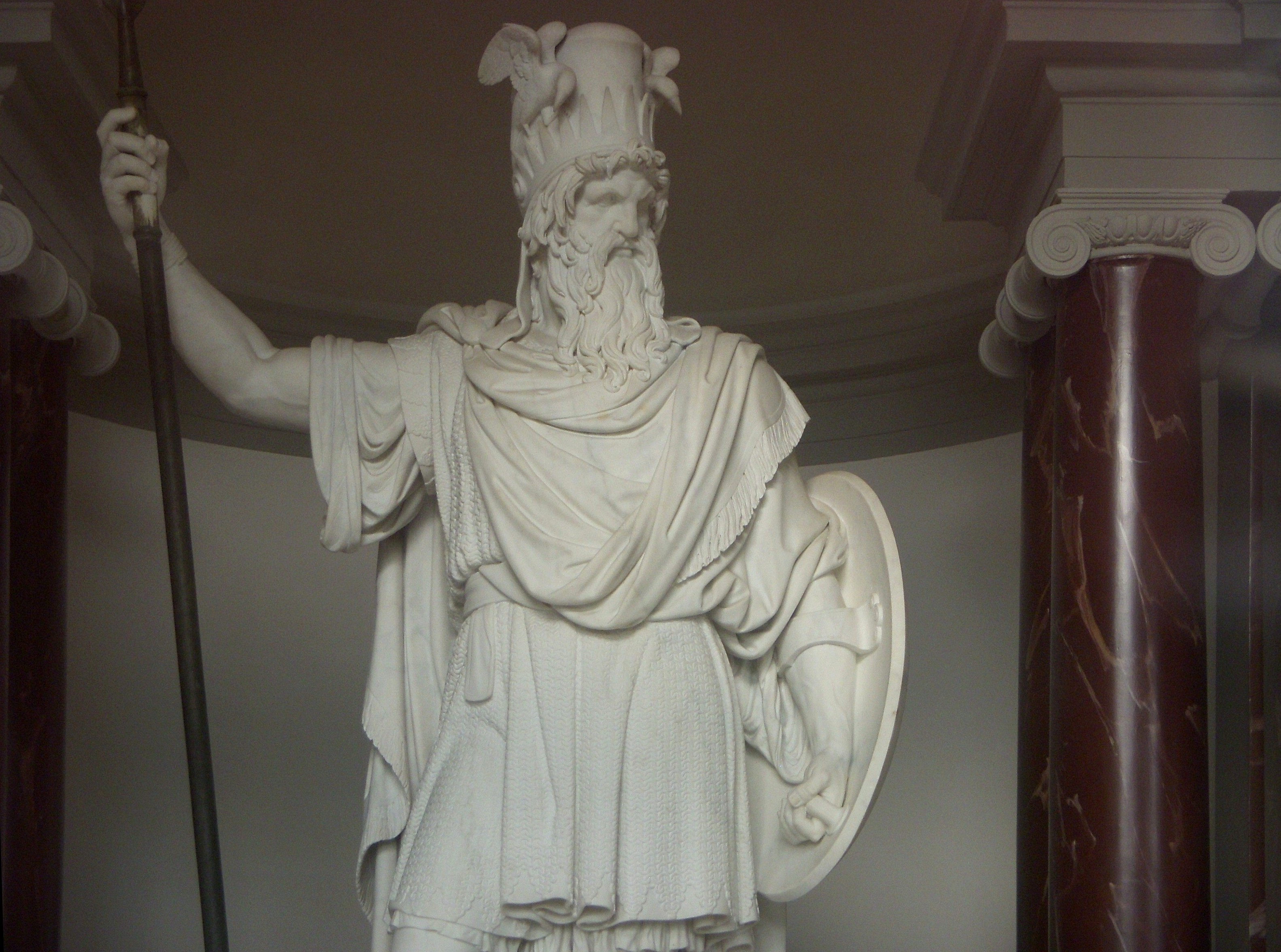
Oden, Orangerimuseet vid Ulriksdals slott, Solna.
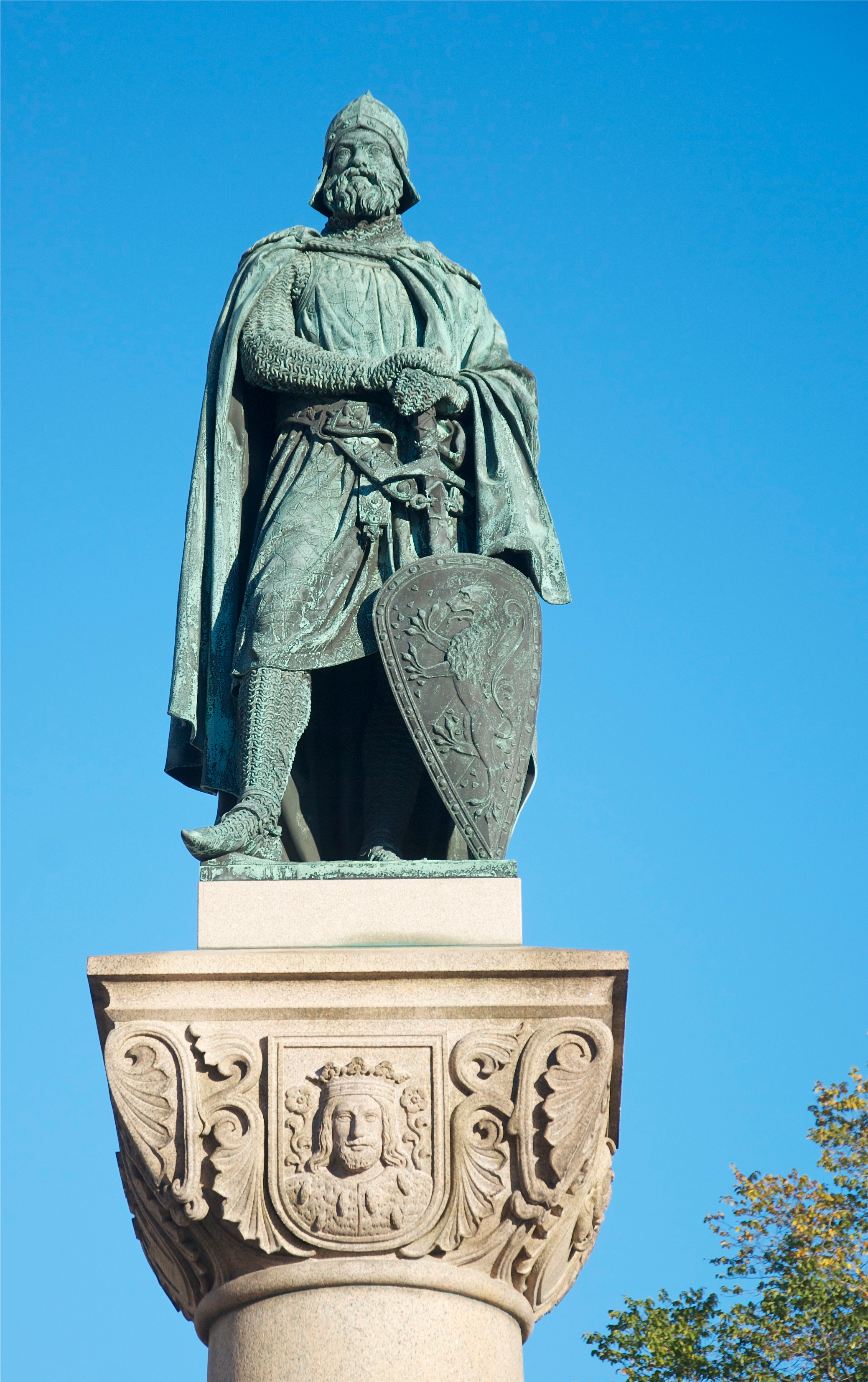
Birger jarl, Birger Jarls Torg, Riddarholmen i Stockholm.
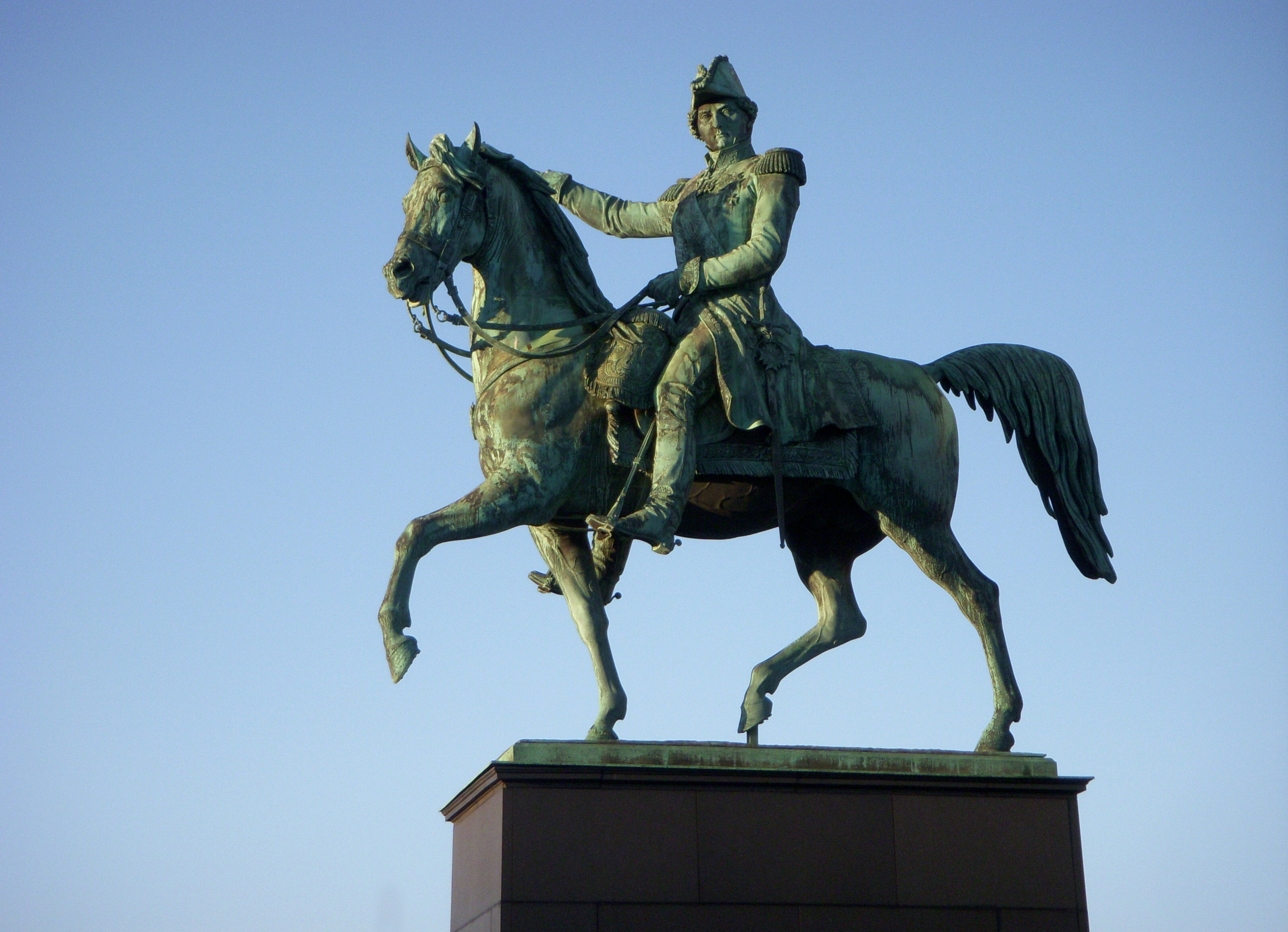
Karl XIV Johans staty vid Slussplan i Stockholm.
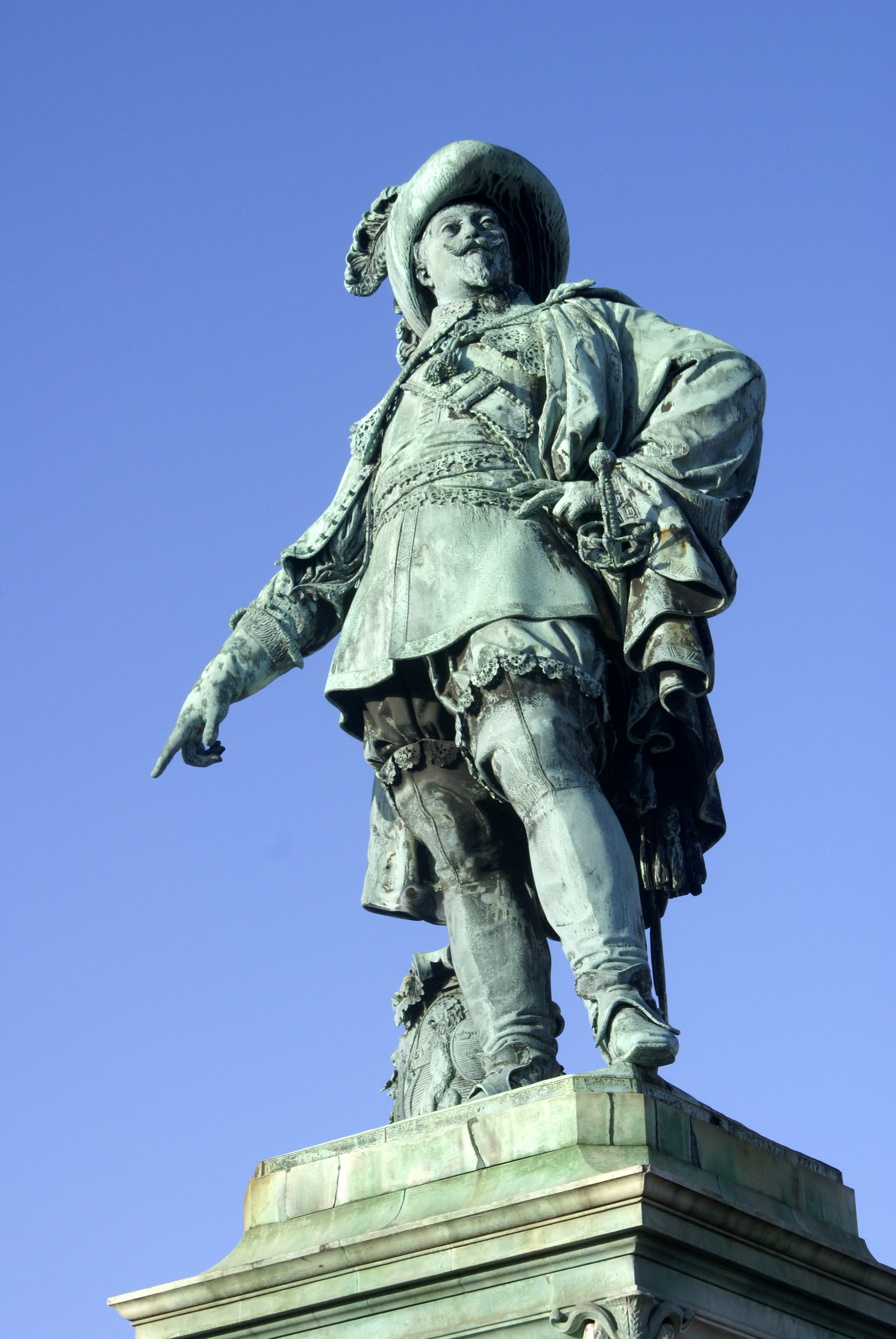
Gustav II Adolf, Gustav Adolfs Torg i Göteborg.